# Deng Yawen
Deng Yawen (en chinois : 邓雅文), née le 17 octobre 2005, est une coureuse cycliste chinoise, pratiquant le BMX freestyle « Park ».

## Biographie
Deng Yawen pratique d'abord l'athlétisme, avant de se mettre au BMX freestyle en 2017 à l'âge de 12 ans. En 2021, elle termine deuxième aux Jeux nationaux chinois, puis troisième des championnats chinois en 2022,.
En 2023, elle se fait connaître au niveau international. Elle devient championne d'Asie de BMX freestyle Park et termine sixième du championnat du monde à Glasgow. En octobre, elle remporte une manche de Coupe du monde à Bazhong devant la championne du monde Hannah Roberts.
Début 2024, elle est sélectionnée comme l'une des trois représentantes chinoises pour la série de qualification olympique, où elle obtient la quatrième place et se qualifie pour les Jeux olympiques de Paris. Elle remporte la médaille d'or de BMX Freestyle lors de cette olympiade.

## Palmarès en BMX freestyle Park

### Jeux olympiques
- Paris 2024
  -  Championne olympique de BMX freestyle Park

### Championnats du monde
- Glasgow 2023
  - 6e du BMX freestyle Park

### Coupe du monde
- Coupe du monde de BMX freestyle Park
  - 2023 : 7e du classement général, vainqueur d'une manche

### Championnats d'Asie
- 2023
  -  Championne d'Asie de BMX freestyle Park